# Курир Тончи - Труба
„Курир Тончи - Труба” је југословенски ТВ филм из 1960. године који је режирао Антон Марти.

## Улоге
| Глумац         | Улога |
| -------------- | ----- |
| Реља Башић     |       |
| Борис Бузанчић |       |
| Мато Ерговић   |       |
| Љиљана Генер   |       |
| Вера Мишита    |       |
| Антун Налис    |       |
| Мирко Војковић |       |